# Makouda
Makouda (în arabă ماكودة) este o comună din provincia Tizi Ouzou, Algeria.
Populația comunei este de 23.388 de locuitori (2008).